# Ніколас Орешко
Ніколас Орешко (англ. Nicholas Oresko; *18 січня 1917, Байон, Нью-Джерсі — 4 жовтня 2013, Енглвуд, Нью-Джерсі) — колишній американський військовослужбовець, майстер-сержант армії США, учасник Другої світової війни, був найстарішим живим кавалером Медалі Пошани з січня 2011 по жовтень 2013 р.

## Біографія
Ніколас Орешко народився 18 січня 1917 року у містечку Байон, штат Нью-Джерсі. Етнічний українець.

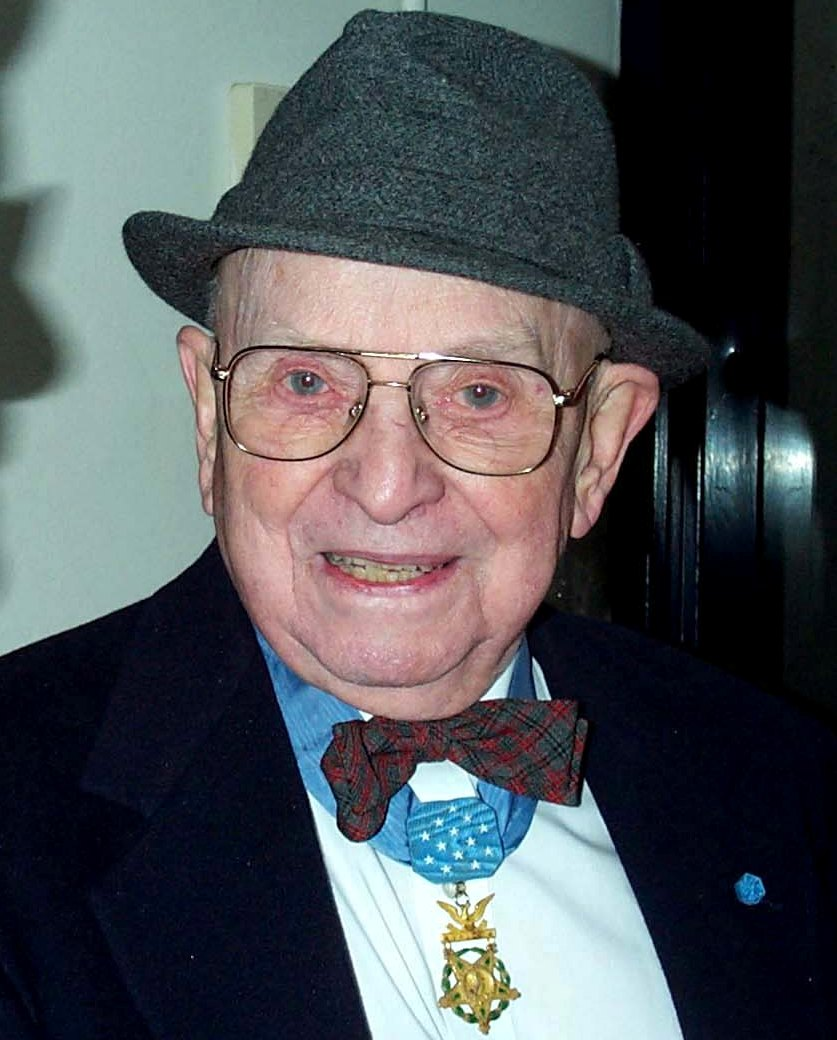
Ніколас Орешко в останні роки життя

У роки Другої світової війни був призваний на військову службу та згодом посланий до Західної Європи. У серпні 1944 року після завершення операції «Оверлорд» прибув до Франції в ролі командира взводу роти «С», 302-ого піхотного полку, 94-ї піхотної дивізії армії США. У складі частини Орешко брав участь у ліквідації оточених угруповань Вермахту, що утворилися внаслідок швидкого просування військ союзників на півночі Франції. У грудні, дивізія Орешко вела бойові дії в районі прориву німецьких військ в Арденнах.
23 січня 1945, біля містечка Теттінген, Третій Рейх, діючи власноруч, атакував та вивів із ладу німецький бункер. Згодом, незважаючи на отримане серйозне поранення, атакував та зруйнував ще одну довгочасну вогневу споруду. За цей подвиг, через 9 місяців, 30 жовтня 1945, він був удостоєний Медалі Пошани. Офіційне вручення найвищої військової нагороди здійснювалося особисто Президентом США Гаррі Труменом під час урочистої церемонії в Білому домі.
Після смерті Барнея Наджіро у січні 2011 року, Орешко став найстарішим серед тих, що живе, кавалерів Медалі Пошани. Останній час він мешкав у Кресскілл, штат Нью-Джерсі.

### Офіційний текст нагородження Ніколаса Орешко Медаллю Пошани
| «Майстер-сержант Орешко, будучи командиром взводу роти «С», брав участь в атаці добре укріпленого опорного пункту противника. Щільним фланговим кулеметним вогнем ворог притиснув війська до землі. З’ясувавши, що кулеметне гніздо, що загрожує наступу підрозділу, знаходиться у найближчому бункері, майстер-сержант Орешко, незважаючи на зливу куль, власноруч стрімким кидком шугнувся до вогневої точки противника, кинув ручну гранату та відразу увірвавшись на позицію вогнем з гвинтівки знищив весь особовий склад доту, що вцілив після розриву гранати. Ворожий кулемет з іншої довгочасної вогневої точки відкрив вогонь по сержанту та важко поранивши його у стегно, змусив залягти. Відмовившись залишити поле бою майстер-сержант Орешко продовжив очолювати подальші дії взводу, намагаючись продовжити наступ вперед. Проте кулеметний вогонь впритул змусив вояків залягти перед вогневою точкою. Тоді майстер-сержант Орешко знову діючи самостійно, підповз до позиції противника та атакував його, знищивши ворога гранатою та вогнем із власної зброї. Незважаючи на значну втрату крові, майстер-сержант Орешко відмовився залишити позицію, поки не впевнився, що бойове завдання взводу повністю виконане. Демонструючи гостроту реакції, рішучість, нестримну сміливість та непохитну відданість своєму обов'язку в ході наступу та незважаючи на запеклий опір ворога й важке поранення, майстер-сержант Орешко знищив 12 німців, не допустив зриву атаки та зробив усе можливе для того, щоб його підрозділ — рота «С» — виконала бойове завдання з мінімальними втратами."[3]. Оригінальний текст (англ.) "M/Sgt. Oresko was a platoon leader with Company C, in an attack against strong enemy positions. Deadly automatic fire from the flanks pinned down his unit. Realizing that a machinegun in a nearby bunker must be eliminated, he swiftly worked ahead alone, braving bullets which struck about him, until close enough to throw a grenade into the German position. He rushed the bunker and, with pointblank rifle fire, killed all the hostile occupants who survived the grenade blast. Another machinegun opened up on him, knocking him down and seriously wounding him in the hip. Refusing to withdraw from the battle, he placed himself at the head of his platoon to continue the assault. As withering machinegun and rifle fire swept the area, he struck out alone in advance of his men to a second bunker. With a grenade, he crippled the dug-in machinegun defending this position and then wiped out the troops manning it with his rifle, completing his second self-imposed, 1-man attack. Although weak from loss of blood, he refused to be evacuated until assured the mission was successfully accomplished. Through quick thinking, indomitable courage, and unswerving devotion to the attack in the face of bitter resistance and while wounded, M /Sgt. Oresko killed 12 Germans, prevented a delay in the assault, and made it possible for Company C to obtain its objective with minimum casualties.» |